# Фактор шорсткості
Фактор шорсткості (англ. roughness factor, рос. фактор шероховатости) — відношення між реальною площею поверхні непористого твердого тіла та геометричною площею поверхні, розрахованою з макроскопічних розмірів поверхні
{\displaystyle f_{\text{r}}=A_{\text{r}}/A_{\text{g}}},
де fr — фактор шорсткості, Ar — реальна площа поверхні, Ag — геометрична площа поверхні.

## В електрохімії
В електрохімії фактор шорсткості — відношення між дійсною та геометричною площами електрода.